# Anacharis eucharioides
Anacharis eucharioides är en stekelart som först beskrevs av Johan Wilhelm Dalman 1818.  Anacharis eucharioides ingår i släktet Anacharis, och familjen glattsteklar. Arten är reproducerande i Sverige.